# 夜半鬼追人
《夜半鬼追人》（義大利語：Quella villa accanto al cimitero）是一部1981年的意大利恐怖電影，由卢乔·富尔奇执导。影片主演有卡特里奥娜·麦考尔（Catriona MacColl）、保罗·马尔科（Paolo Malco）、安妮娅·皮埃罗尼（Ania Pieroni）、乔瓦尼·弗雷扎（Giovanni Frezza）、西尔维亚·科拉蒂娜（Silvia Collatina）和达格玛·拉萨德（Dagmar Lassander）。故事围绕一位殘忍而邪惡的连环杀手在新英格兰的一座房子中进行的一系列谋杀展开，而这座房子的地下室牆壁裡里隐藏着一个恐怖的秘密。
本片是富尔奇的“地狱之门”三部曲中的第三部，也是最后一部。

## 剧情
一名女子在一座废弃的房子里寻找她的男友。在发现他被剪刀刺死的尸体后，她被杀死，然后被一个怪物般的人物拖进了地窖。
与此同时，鲍勃·博伊尔和他的父母，诺曼和露西，搬到了纽约市的一座房子里。诺曼以前的同事彼得森博士曾是这座房子的主人，他在谋杀情妇后自杀了。博伊尔一家将在此居住，期间诺曼将在此研究旧时代的房屋建筑。母亲在收拾行李时，鲍勃在一张房子的照片中看到一个女孩。在波士顿的新惠特比，鲍勃在父母取房子钥匙时等在车里。照片中的女孩梅·弗洛伊德斯坦出现在街对面，警告他远离此地。只有鲍勃能看到她。在房产中介办公室里，劳拉·吉特尔森太太对同事把“弗洛伊德斯坦的钥匙”交给这对夫妇感到不满。她坚持称这座房子叫“橡树庄园”，并答应为博伊尔一家找到一个保姆。
橡树庄园状况很差，地窖门被锁住钉死。有人来了，自称是保姆，名叫安。那天晚上，诺曼听到噪音，发现安在打开地窖的门。第二天，诺曼去图书馆查阅彼得森的资料。图书馆长威特利先生似乎认出了他，但诺曼声称他认错了。助理图书馆员告诉诺曼，彼得森曾在这座房子里进行私人研究，研究该地区的失踪记录和其他人口数据。
梅向鲍勃展示了一块标有“玛丽·弗洛伊德斯坦”的墓碑，说她并没有埋在那里。在室内，露西在打扫走廊时发现了“雅各布·特斯·弗洛伊德斯坦”的墓碑。诺曼后来安慰她说，有些老房子里有室内墓地是正常的。他打开地窖门，走下楼梯，却被一只蝙蝠袭击，直到他反复刺牠才松手。受到惊吓的一家人驱车前往房产中介办公室，要求重新安置，但被告知需要几天时间才能搬家。当博伊尔一家去医院治疗诺曼因蝙蝠受的伤时，吉特尔森太太来到房子告诉他们有新房源了。她径自进了房子，站在弗洛伊德斯坦的墓碑上，墓碑裂开，夹住了她的脚踝。杀手随后用壁炉拨火棒将她刺死，然后把她拖入地窖。
第二天早上，露西发现安在厨房地板上清理血迹。安回避了露西对血迹的提问。与此同时，诺曼发现弗洛伊德斯坦是一位维多利亚时代的外科医生，进行非法实验。诺曼必须前往纽约研究弗洛伊德斯坦。在途中，他到访了图书馆，找到了一盘彼得森的录音带。录音带记录了彼得森的疯狂。诺曼将录音带丢进炉管里销毁了。
安去地窖找鲍勃，听到孩子般的哭泣声。然后，弗洛伊德斯坦将她斩首。鲍勃看到安的头，尖叫着跑出去。露西回到家，发现鲍勃在房间里哭泣，但不相信他关于安的说法。那天晚上，鲍勃再次进入地窖寻找安，但被锁在里面。露西听到鲍勃的哭声，试图打开地窖门。诺曼回到家，用斧头劈门，因为她打不开门。弗洛伊德斯坦的腐烂的手出现了，将鲍勃压在门上，斧头砍过来的时候，砍断了怪物的手。怪物踉跄地走下楼梯。
诺曼和露西进入地窖，发现里面有几具被肢解的尸体（包括安、吉特尔森太太和之前死去的那对男女）、外科器械和一块金属板。弗洛伊德斯坦是一个腐烂的活尸。150岁的弗洛伊德斯坦通过使用受害者的器官再生血细胞来维持生命。诺曼攻击怪物，但怪物扭转了斧头。诺曼从金属板上拿起一把刀刺向弗洛伊德斯坦，后者的旧实验室外套里流出腐肉和蛆虫。弗洛伊德斯坦抓住诺曼，撕开了他的喉咙。露西和鲍勃爬上一架梯子，通向裂开的墓碑底部。露西努力推开石板。弗洛伊德斯坦抓住露西，将她拖下楼梯。她的头撞到每一个台阶，最后死亡。随着弗洛伊德斯坦爬上梯子，鲍勃拼命逃脱。就在弗洛伊德斯坦抓住鲍勃的腿时，梅将他拉了上去。与梅在一起的是她的母亲玛丽·弗洛伊德斯坦。她带着梅和鲍勃走进了幽灵世界。

## 演员
- 卡特里奥娜·麦考尔（Catriona MacColl） 饰 露西·博伊尔（署名凯瑟琳·麦考尔 Katherine MacColl）
- 保罗·马尔科（Paolo Malco） 饰 诺曼·博伊尔博士
- 安妮娅·皮埃罗尼（Ania Pieroni） 饰 安（保姆）
- 乔瓦尼·弗雷扎（Giovanni Frezza） 饰 鲍勃·博伊尔
- 西尔维亚·科拉蒂娜（Silvia Collatina） 饰 梅·弗洛伊德斯坦
- 达格玛·拉萨德（Dagmar Lassander） 饰 劳拉·吉特尔森
- 乔瓦尼·德·纳瓦（Giovanni De Nava） 饰 弗洛伊德斯坦博士
- 丹尼拉·多利亚（Daniela Doria） 饰 第一位女性受害者
- 詹保罗·萨卡罗拉（Gianpaolo Saccarola） 饰 丹尼尔·道格拉斯
- 卡洛·德·梅约（Carlo De Mejo） 饰 威特利先生
- 肯尼思·A·奥尔森（Kenneth A. Olsen） 饰 哈罗德（署名约翰·奥尔森 John Olson）
- 埃尔默·约翰森（Elmer Johnsson） 饰 墓地看护人
- 拉涅里·费拉拉（Ranieri Ferrara） 饰 某受害者
- 特蕾莎·罗西·帕桑特（Teresa Rossi Passante） 饰 玛丽·弗洛伊德斯坦
- 卢乔·富尔奇 饰 穆勒教授（未署名）

## 制作
富尔奇后来声称，在拍摄完《神鬼入侵》和《鬼聲嘯嘯》之后，他想制作一部致敬H·P·洛夫克拉夫特的电影，虽然电影并不是基于他的故事，但写作时仿佛存在于他的宇宙中。编剧达达诺·萨切蒂（Dardano Sacchetti）受了亨利·詹姆斯的《碧廬冤孽》启发。萨切蒂还表示，电影的灵感来自他童年的亲身经历，他出生在一个有着又大又暗的地窖的乡下大房子里，9岁时他不得不在夜晚穿过一座墓地。在传记中，富尔奇对萨切蒂作为编剧的贡献持负面评价，称《夜半鬼追人》是《死亡幽會》场景的衍生品。从艾莉莎·布里甘蒂（Elisa Briganti）的原故事到萨切蒂的剧本，电影经历了几次改动。剧本最初名为《地狱之夜》（La notte dell'inferno），后来改为《弗洛伊德斯坦的房子》（La casa di Freudstein），最终成为《夜半鬼追人》（Quella casa accanto al cimitero，墓地旁的房子）。萨切蒂的剧本由富尔奇和乔治·马里乌佐（Giorgio Mariuzzo）修订，马里乌佐表示他作为剧本医生略微修改了作品，称萨切蒂的剧本通常太短。萨切蒂对此评论说，“马里乌佐总是事后介入，或者因为我要去做另一部电影或者拒绝做卢西奥要求的那些改动。这就是我们争论的原因。”
《夜半鬼追人》在纽约市、波士顿和马萨诸塞州的康科德拍摄。影片还在罗马的De Paolis In.Co.R. Studios拍摄。影片的拍摄花了八周时间，从1981年3月16日到5月结束。电影的制作预算大约为6亿義大利里拉。虽然片尾字幕表明特效由Giannetto di Rossi和Maurizio Trani提供，但实际上只有Trani参与了电影的制作。

## 发行
意大利评级委员会要求在《夜半鬼追人》中删减6秒的镜头，涉及达格玛·拉萨德（Dagmar Lassander）饰演的劳拉·吉特尔森被杀。富尔奇同意了这一删减，但只是因为对某些镜头效果不满意。影片于1981年8月14日在都灵首映，由Medusa Distribuzione在意大利发行。电影在意大利的总票房为1,407,981,297里拉，是富尔奇在1980年代最成功的恐怖片。在法国上映前，影片在巴黎的幻想和科幻电影节（Festival International du film fantastique et de science-fiction）上与富尔奇的早期作品《神鬼入侵》一起放映。影片于1982年3月24日在法国上映，1984年3月1日在美国上映。美国版预告片由著名的独白艺术家Brother Theodore旁白。
影片于1982年10月15日在英国上映，由Eagle Films发行。影片经过英國電影分級委員會的删减处理，删减了涉及安和劳拉被杀的场景，影片时长变为84分钟49秒。这一版本的影片在英国发行了家庭录像带，并在1984年影片录像法案（Video Recordings Act 1984）出台后被列入“恶名昭著的录像带”（video nasties）名单。影片于1988年重新发行了家庭录像带，删减了四分十一秒的内容。影片于2001年5月29日再次发行，只删减了33秒，2009年发行了未删减版。
影片于2011年10月25日由Blue Underground在藍光和DVD上重新发行，采用了新的2K转製。

## 评价
从当代评论来看，《月刊电影公报》（Monthly Film Bulletin）的朱利安·佩特利（Julian Petley）评论称，影片具有“弗兰肯斯坦主题”，但“影片对这一久经考验的传奇并没有增添太多新意”，并认为“如果影片的视觉效果更丰富，这一点也许无关紧要，但大多数时候，它是相对冷静和克制的，至少按富尔奇的标准来说如此。”佩特利接着说，“影片无疑有其精彩瞬间——鲍勃从地窖逃脱的场景；弗洛伊德斯坦实验室中的人类残骸；一次特别凶猛顽强的蝙蝠袭击；变形怪物弗洛伊德斯坦的高潮出场。”《晚邮报》的乔瓦娜·格拉西（Giovanna Grassi）认为这是一部“意大利版的《闪灵》”，并总结认为这是一部“翻拍的、充满俗套和重复恐怖惯例的混合体。”《新闻报》的阿尔多·维加诺（Aldo Vigano）评论了影片中儿童的使用，称“看到儿童卷入如此可怕和压抑的恐怖故事中，可能会引起许多观众的不安和不适，而不是同情。”在法国，《电影评论》（La Revue du cinéma）的菲利普·罗斯（Philippe Ros）宣称富尔奇必须“向我们展示一些不同于这些无休止的屠宰场景的东西，因为这些场景确实变得越来越痛苦和令人昏昏欲睡。”克里斯托夫·甘斯（Christophe Gans）在《幻想银幕》（L'Écran fantastique）杂志中评论了这部电影，认为“除了两三处可喜的细节之外，影片的悬念‘笑料’变得特别乏味。”甘斯赞扬了影片的视觉效果，称其“忧郁的、冷冰冰的摄影”，但仍总结认为影片“重复或借用了阿基多的伎俩，我们最大的遗憾是对怪物解释的疯狂缺乏，混杂在延展的悬念之中。”
从回顾性评论来看，电影评论聚合网站“爛番茄”基于11篇评论给出了45%的好评率，平均评分为4.50/10。《Time Out》称该片“几乎令人惊叹的不连贯的粗制滥造。”AllMovie称赞了影片，称赞其氛围。